# Písečná (kraj ołomuniecki)
Písečná (do roku 1948 Sandhýbl, niem. Sandhübel) – miejscowość i gmina (obec) w Czechach, w kraju ołomunieckim, w powiecie Jesionik. W 2022 roku liczyła 979 mieszkańców.